# Krupnik
Krupnik (în bulgară Крупник) este un sat în partea de sud-vest a Bulgariei, în Regiunea Blagoevgrad. Aparține administrativ de comuna Simitli.  La recensământul din 2001 avea o populație de 2.269 locuitori.

## Demografie
Componența etnică a satului Krupnik
     Bulgari (71,84%)
     Romi (1,87%)
     Nicio identificare (25,84%)
     Altele (0,62%)
La recensământul din 2011, populația satului Krupnik era de 2.078 locuitori. Din punct de vedere etnic, majoritatea locuitorilor (71,84%) erau bulgari, cu o minoritate de romi (1,87%). Pentru 25,84% din locuitori nu este cunoscută apartenența etnică.